# Rezerwat przyrody Wrzosiec (województwo lubuskie)
Wrzosiec – florystyczny rezerwat przyrody w województwie lubuskim, w powiecie żarskim, w gminie Lipinki Łużyckie. Leży w obrębie ewidencyjnym Grotów, w zarządzie Nadleśnictwa Wymiarki.
Rezerwat został utworzony na podstawie Zarządzenia Ministra Leśnictwa i Przemysłu Drzewnego z dnia 31 marca 1970 r. w sprawie uznania za rezerwat przyrody. Pierwotnie zajmował powierzchnię 23,87 ha. W 2002 roku powiększono go do 64,96 ha i taką powierzchnię zajmuje do tej pory.
Celem ochrony jest zachowanie ze względów naukowych i dydaktycznych fragmentu lasu z wrzoścem bagiennym (Erica tetralix). W drzewostanie dominuje sosna pospolita, z rzadka rośnie też brzoza brodawkowata, brzoza omszona i olsza czarna. W runie, oprócz wrzośca, występują m.in.: przygiełka brunatna, przygiełka biała, rosiczka okrągłolistna, rosiczka  pośrednia, bagno zwyczajne, borówka bagienna.
Obszar rezerwatu objęty jest ochroną czynną.